# Biocristalización
La biocristalización es la formación de cristales a partir de sustancias orgánicas por organismos vivos.
Esto puede ser una respuesta al estrés, una parte normal del metabolismo, como procesos que eliminan los compuestos de desecho, o una patología. La cristalización mediada por plantilla es cualitativamente diferente de la cristalización in vitro . Los inhibidores de la biocristalización son de interés en los esfuerzos de diseño de fármacos contra la litiasis y contra los patógenos que se alimentan de sangre, ya que muchos de estos organismos utilizan este proceso para eliminar el hemo de forma segura. 

## ADN
En condiciones de estrés severo, la bacteria Escherichia coli protege su ADN del daño al secuestrarlo dentro de una estructura cristalina. Este proceso está mediado por la proteína Dps de respuesta al estrés y permite que las bacterias sobrevivan a ataques variados como el estrés oxidativo, choque térmico, luz ultravioleta, radiación gamma y los extremos de pH .

## Hemo

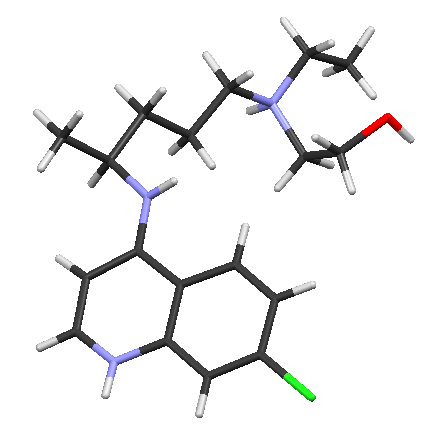
El inhibidor de la biocristalización cloroquina se desarrolló en Alemania en la década de 1930. Durante 20 años, la cloroquina fue una "solución mágica".

Los organismos hematófagos digieren la hemoglobina y liberan grandes cantidades de hemo libre que les es tóxico. Para evitar la destrucción por esta molécula, en algunos parásitos biocristalizan el hemo para formar hematina cristalizada: la hemozoína. La hemozoína, por definición, no es un mineral y, por lo tanto, no se forma por biomineralización.  
Se ha encontrado la biocristalización del hemo en organismos de alimentación sanguínea de gran importancia médica, incluidos Plasmodium, Rhodnius y Schistosoma.  
La biocristalización del hemo es inhibida por antipalúdicos de quinolina como la cloroquina.

## Litiasis
La litiasis es la formación de cálculos. Las piedras se pueden formar tanto en el tracto urinario como en el gastrointestinal. Relacionado con la formación de piedras está la formación de cristales; Esto puede ocurrir en las articulaciones (p. ej., gota) y en las vísceras.